# Ochropleura ignota
Ochropleura ignota är en fjärilsart som beskrevs av Swinhoe 1889. Ochropleura ignota ingår i släktet Ochropleura och familjen nattflyn. Inga underarter finns listade i Catalogue of Life.